# مركز البحوث والدراسات الكويتية
أنشئ مركز البحوث والدراسات الكويتية عام 1992 بمرسوم أميري رقم 178. يهدف لإعداد البحوث والدراسات العلمية المتعلقة بشؤون الكويت السياسية والاقتصادية والاجتماعية وتراثها الحضاري.
وكانت أهم اهدافة في تلك الفترة توثيق آثار الغزو العراقي الغاشم على دولة الكويت والرد على المزاعم العراقية التي تبرر هذا الغزو الظالم حيث اصدر المركز العديد من الكتب والنشرات التي بينت آثار الغزو على الصحة والبيئة واظهرت للعالم كيف كانت بشاعة النظام العراقي البائد وممارساته الوحشية على الشعب الكويتي المسالم.
و مع الوقت امتدت اهداف المركز لتوثيق تاريخ الكويت في مختلف المجالات السياسية والاقتصادية الاجتماعية وجمع كل الوثائق والكتب التي تتكلم عن الكويت ووضعها في مكتبة متخصصة تخدم الباحثيين في هذا المجال.
يعتبر المركز هو المصدر الأساسي لكل الباحثين في التاريخ الكويتي. وله إصدارات عديدة في هذا المجال منها دراسات علمية موثقة عن نشأت الكويت وعلاقاتها بجيرانها والأطماع التي كانت تتعرض لها. وللمركز دور كبير في تحليل الدراسات والوثائق التاريخية التي تبين استقلال سيادة الكويت.
كما للمركز إصدارات كثيرة تعنى بالتاريخ البحري والشخصيات الكويتية. وأشرف المركز على إصدار العديد من كتب الأطفال التي تنمي الحس التاريخي والتراثي.

## عنوان المركز
يقع المركز حالياً بالمبنى الرئيسي في مدينة الكويت

## مدير المركز
يدير المركز منذ تأسيسة أ.د. عبد الله يوسف الغنيم